# Xeon
Xeon är en mikroprocessor tillverkad av Intel Corporation. Den används främst för serverbruk och kraftfullare stationära datorer. Den finns i både 32- och 64-bitars utförande. Prestandan hos Xeon-processorerna är högre än prestandan hos de processorer som är avsedda för bärbara datorer och persondatorer för genomsnittliga hemanvändare.